# Blaues Pfeifengras

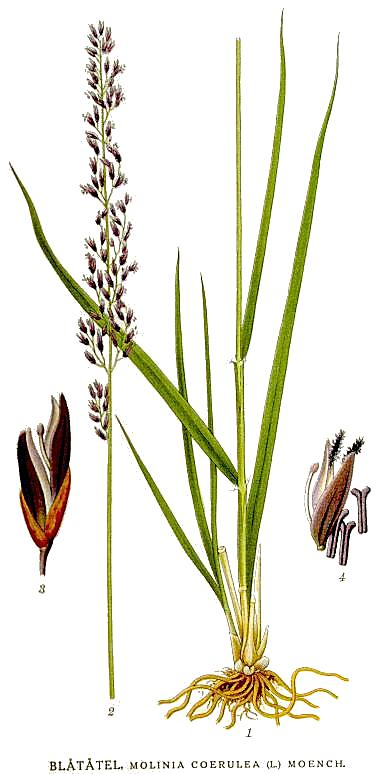
Blaues Pfeifengras, Illustration

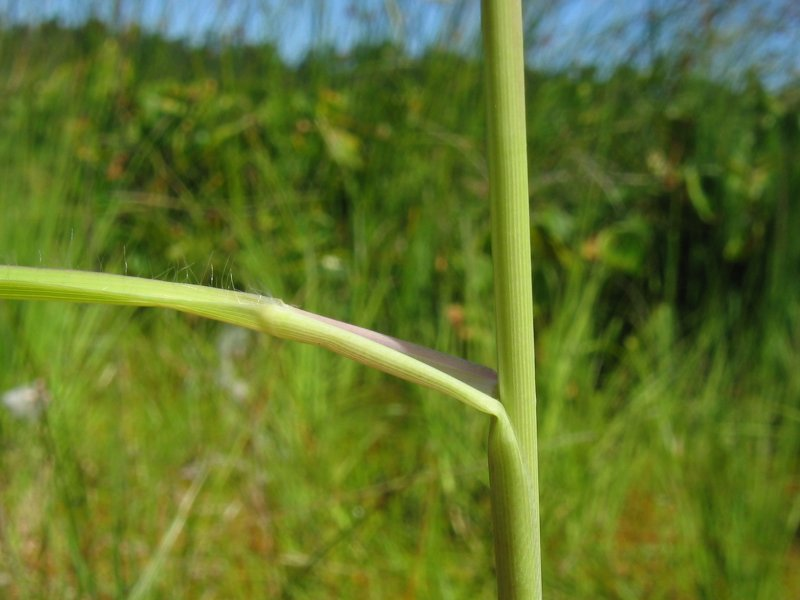
Detail des Blattgrundes

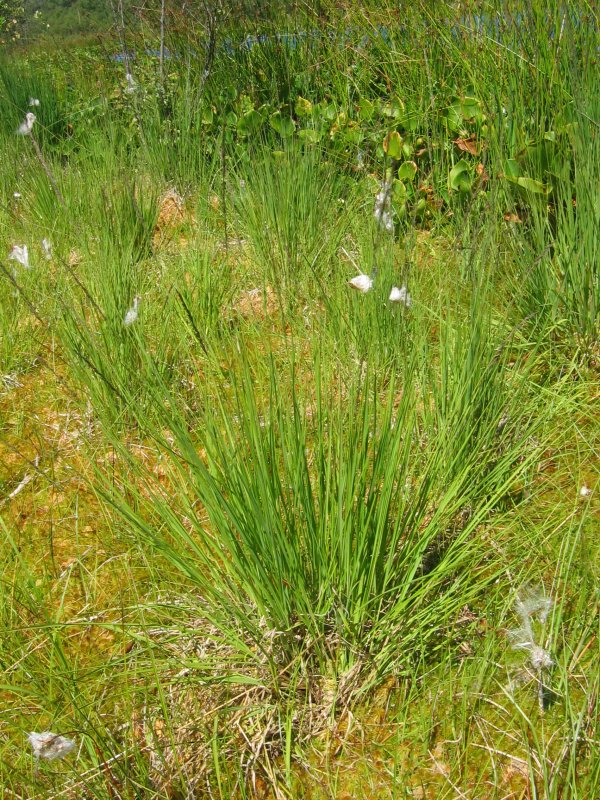
Wuchsform: Horst

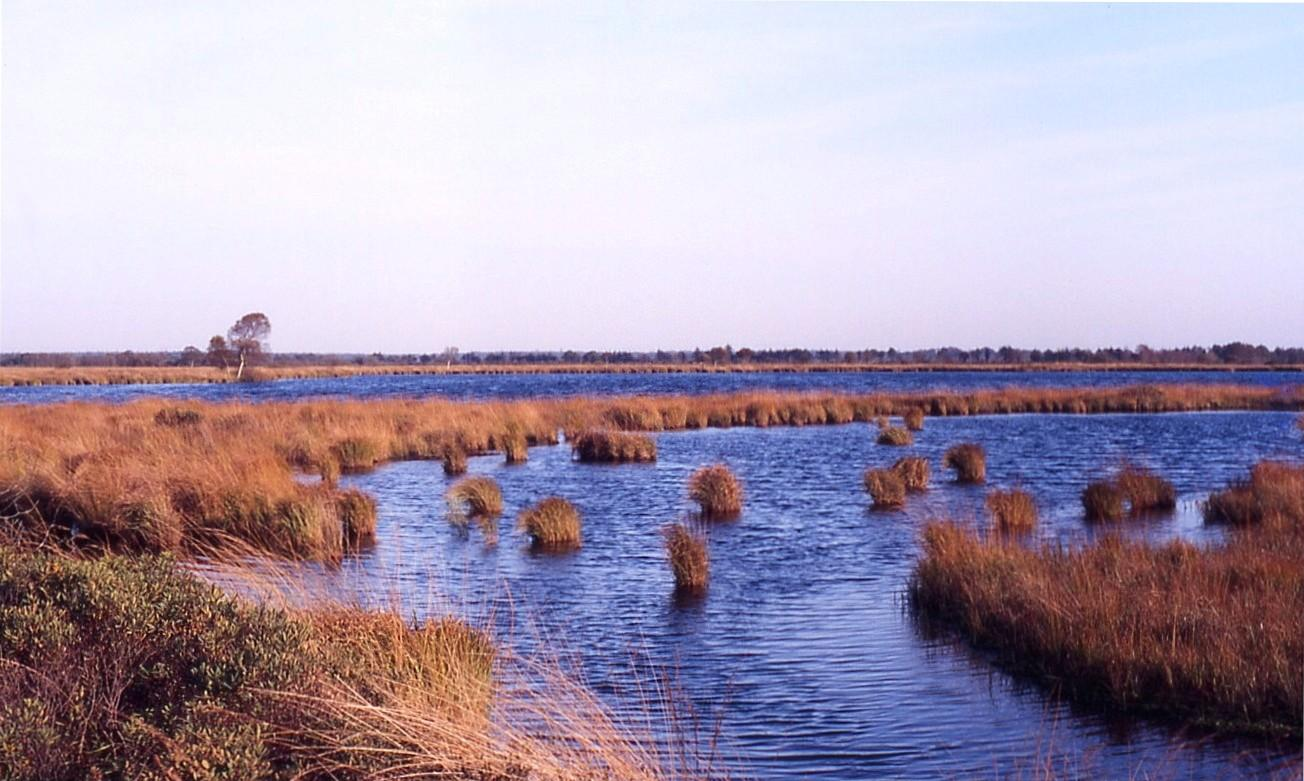
Im Winterhalbjahr sorgt Pfeifengras in sauren Mooren für bestandsbildende strohfarbene Aspekte

Das Blaue Pfeifengras (Molinia caerulea) ist eine Art aus der Gattung der Pfeifengräser innerhalb der Familie der Süßgräser. Weitere Trivialnamen sind Gewöhnliches Pfeifengras, Kleines Pfeifengras, Besenried, Benthalm oder Bentgras. Der Name Besenried rührt daher, dass aus den Halmen Besen gebunden wurden; Benthalm weist auf die Verwendung beim Aufbinden unter anderem von Weinreben hin. In Norddeutschland wird in der Regel einfach von Pfeifengras (oder Bentgras) gesprochen, da der andere mitteleuropäische Vertreter der Gattung Molinia, das Rohr-Pfeifengras, dort nicht vorkommt. Ebenfalls als Bentgras wird das Weiße Straußgras (Agrostis stolonifera) bezeichnet.

## Beschreibung
Das Blaue Pfeifengras ist ein ausdauerndes, meist große Horste bildendes, recht vielgestaltiges Gras, das zahlreiche, außerhalb der untersten Blattscheiden emporwachsende Erneuerungssprosse bildet. Die Wuchshöhe beträgt 50 bis 100 Zentimeter. Da die Halme nur an der Basis Knoten aufweisen, wirkt der Stängelgrund zwiebelartig verdickt. Die Blattscheiden werden 3 bis 8 (10) Millimeter breit. Die Blütenrispen werden 5 bis 50 Zentimeter lang und sind meist stark blauviolett überlaufen; die Ährchen sind dabei zwei- bis fünfblütig und 4 bis 6 (bis 8) Millimeter lang. Die Hüllspelzen sind untereinander fast gleich, 2,5 bis 3 (bis 3,5) Millimeter lang. Die Deckspelzen sind dreinervig und 3 bis 4 (bis 4,5) Millimeter lang. Die Vorspelzen sind zweinervig. Das Blaue Pfeifengras blüht von Juli bis Oktober.
Die Chromosomenzahl beträgt 2n = 36, es handelt sich jedoch um einen formenreichen Polyploid-Komplex, dessen Systematik noch nicht hinreichend geklärt ist.

## Ökologie
Das Blaue Pfeifengras ist eine sommer- bis wintergrüne Horstpflanze. An den sogenannten „Bestockungsknoten“ bilden sich neue Pflanzen. Einzelne der kurzen Internodien schwellen an und dienen als Speicherorgane in Form von Reservezellulose. Es haben sich folgende Trockenheitsanpassungen herausgebildet: Die Wurzel reicht bis zu einem Meter in die Tiefe, die Blätter rollen sich bei Wassermangel ein. Es finden sich aber auch Anpassungen an nährstoffarme Standorte, z. B. auf Streuwiesen: Die Pflanze verlagert im Herbst die Mineralstoffe in die Sprossbasis, so dass diese beim Mähen nicht verloren gehen. Bei einer frühen Mahd wird die Pflanze aber zurückgedrängt. Es liegt VA-Mykorrhiza vor, was bei Gräsern relativ selten ist.
Ungewöhnlicherweise ist das Blaue Pfeifengras in der Lage, sich aktiv gegen Insekten zur Wehr zu setzen, die die Blüte fressen wollen. Die Spelzen sind gespannt und können sich sehr schnell schließen, dabei fangen sie das Insekt, ähnlich einem Tellereisen. Einen Vorteil, vom Schutz der Blüte abgesehen, zieht die Pflanze aus dem Fang jedoch nicht.
Die Blüten sind windblütig vom „Langstaubfädigen Typ“ und selbststeril. Blütezeit ist von Juli bis September.
Die Früchte sind Spelzfrüchte mit Lufteinschluss, dadurch ist Windausbreitung als Ballonflieger und Windstreuer möglich, sowie Schwimmausbreitung. Fruchtreife ist von August bis September.
Vegetative Vermehrung erfolgt zuweilen durch unterirdische Ausläufer sowie durch in Laubsprosse umgewandelte Ährchenanlagen. Es liegt also eine sogenannte Pseudoviviparie vor.

## Standort und Verbreitung
Das Gewöhnliche Pfeifengras wächst auf feuchten, wechselfeuchten bis wechselnassen, nährstoffarmen und mäßig sauren Standorten mit Sand- und Moorböden (Torf). In Nasswiesen, (teil-)entwässerten Mooren, Moorheiden und in lichten Laub- und Nadelwäldern ärmerer Standorte ist es verbreitet. Es handelt sich um die namensgebende Kennart der pflanzensoziologischen Ordnung der Pfeifengras-Streuwiesen (Molinion caeruleae).
In Deutschland ist die Art in kalkarmen Regionen häufig und verbreitet; es steigt im Schwarzwald bis auf 1280 Meter und in den Alpen bis auf 2500 Meter. In den Allgäuer Alpen steigt es im Tiroler Teil am Nagelskopf bei Hägerau bis zu 1800 Metern Meereshöhe auf. Es erreicht im Kanton Wallis am Grundberg bei Saas-Grund 2300 Meter, im Schweizer Nationalpark am Döss dal Termel bei Jufplaun 2340 Meter und in Graubünden am Pischakopf im Val da Fain 2530 Meter Meereshöhe.
Die ökologischen Zeigerwerte nach Landolt et al. 2010 sind in der Schweiz: Feuchtezahl F = 4w+ (sehr feucht aber stark wechselnd), Lichtzahl L = 4 (hell), Reaktionszahl R = 3 (schwach sauer bis neutral), Temperaturzahl T = 3 (montan), Nährstoffzahl N = 2 (nährstoffarm), Kontinentalitätszahl K = 3 (subozeanisch bis subkontinental).
Das Verbreitungsgebiet insgesamt umfasst Europa bis Kasachstan, den Mittelmeerraum mit Nordafrika und Äthiopien. In den Vereinigten Staaten ist es ein Neophyt. In Europa kommt es in fast allen Ländern vor und fehlt nur in Island und Nordmazedonien.

## Nutzung
Das Blaue Pfeifengras ist eine wertvolle Streupflanze, aber eine schlechte Futterpflanze, hochwüchsige Sippen werden neuerdings auch als Zierpflanzen für Gärten angeboten.
Über Jahrhunderte wurden die langen, harten, fast knotenlosen Halme zum Reinigen langer Tabakspfeifen genutzt, daher der Name.

## Taxonomie
Das Blaue Pfeifengras wurde 1753 von Carl von Linné in Species Plantarum Tomus I, S. 63 ais Aira caerulea erstbeschrieben. Die Art wurde 1794 von Moench in Methodus als Molinia caerulea (L.) Moench in die Gattung Molinia gestellt.

## Kultursorten
- 'Moorhexe' (bis 90 cm Blütenhöhe, für naturnahe Pflanzungen)
- 'Strahlenquelle' (kräftige Halme, trägt auch Schneelast)
- 'Variegata' (bis 50 cm hoch, weißbunte Form, Blüte dunkelbraun)